# Lungomare
Il lungomare (plurale lungomari) è una via che costeggia la riva del mare. Nella toponomastica italiana forma un'unica tipologia insieme alle altre vie di circolazione che fiancheggiano i laghi (lungolago) o i corsi d'acqua (lungofiume), e i cui nomi sono sempre forme univerbate del prefisso lungo- e del nome comune o proprio del corpo idrico costeggiato. Il termine lungomare è una denominazione urbanistica generica e come tale può formare parte di un odonimo. Il lungomare è un elemento caratteristico dello spazio urbano delle città costiere, che iniziano a dotarsene intorno alla metà del XIX secolo con lo sviluppo del turismo balneare.

## Lungomari famosi in Italia
- Lungomare Francesco Caracciolo di Napoli
- Lungomare del Lido di Venezia
- Lungomare di Bari
- Lungomare di Catania
- Lungomare di Corigliano-Rossano - (Schiavonea/Rossano)
- Lungomare di Fregene
- Lungomare di Genova - Lungomare del Porto antico - Waterfront di Levante
- Lungomare di Livorno
- Lungomare di Ostia
- Lungomare di Palermo
- Lungomare di Pescara
- Lungomare di San Benedetto del Tronto
- Lungomare di Taranto
- Lungomare Falcomatà di Reggio Calabria
- Lungomare Pietro Paolo Mennea di Barletta
- Lungomare Trieste di Salerno
- Lungomare Apuano-Versiliese - (Marina di Massa, Marina dei Ronchi, Vittoria Apuana, Forte dei Marmi, Marina di Pietrasanta, Lido di Camaiore, Viareggio)